# Anne Marie Gilbert-Jespersen
Anne Marie Schack Gilbert-Jespersen (født 25. december 1849 i Saksild ved Odder, død 23. juli 1925 i Sakskøbing) var en dansk maler.
Anne Marie var elev hos Vilhelm Kyhn fra 1871, modtog også undervisning af Frederik Ferdinand Helsted og Jørgen Roed, forinden denne var hun ansat på Den Kongelige Porcelænsfabrik. I 1879 var hun elv på Académie Julian, også i 1879 debuterede hun på Charlottenborgs Forårsudstilling. Hendes malerier omfatter landskaber og en del portrætter, skildringer af dagliglivets sysler samt fantasifulde fremstillinger af naturvæsner som skovnymfer og havfruer.

## Eksterne Henvisninger
Anne Marie Gilbert-Jespersen på Kunstindeks Danmark/Weilbachs Kunstnerleksikon